# سرسختی بالا (شازند)
سرسختی بالا، روستایی از توابع بخش مرکزی شهرستان شازند در استان مرکزی ایران است.این روستای بسیار زیبا و سرسبز در نزدیکی شهر شازند واقع شده است

## جمعیت
این روستا در دهستان آستانه قرار دارد و براساس سرشماری مرکز آمار ایران در سال ۱۳۹۰، جمعیت آن ۹۰۰ نفر (۴۲۱خانوار) بوده‌است.